# Австрийско-словенские отношения
Австрийско-словенские отношения — двусторонние дипломатические отношения между Австрией и Словенией. Протяжённость государственной границы между странами составляет 299 км.

## История
В 1991 году были установлены дипломатические отношения между странами, после провозглашения Словенией независимости от Югославии. Между Австрией и Словенией сложились добрососедские отношения, подписано множество двусторонних соглашений по сотрудничеству в области культуры, торговли, спорта, транспорта и политического взаимодействия.
В 2015 году министр внутренних дел Австрии Йоханна Микль-Ляйтнер представила план по укреплению пропускных пунктов на границе со Словенией с целью сдержать поток беженцев. В октябре 2015 года австрийские политики подчеркнули, что строительно укрепленных заграждений производится для того, чтобы прекратить хаос на границе и упорядочить пропуск беженцев в страну. В январе 2016 года австрийцы закончили строительство укреплений на границе со Словенией, контрольно-пропускные пункты тщательно проверяют беженцев прежде, чем разрешить им вступить на территорию страны.

## Торговля
Австрия является одним из важнейших торговых партнеров Словении, занимая четвертое место. В 2001 году объем экспорта Словении в Австрию составил сумму 692,6 млн долларов США (7,4 % всего словенского экспорта), а импорт товаров из Австрии в Словению составил сумму 843,9 млн долларов США (8,3 % от всего словенского импорта). Австрия является самым крупным иностранным инвестором в экономику Словении: инвестиции в банковскую сферу, в бумажную и химическую промышленность в 2000 году составили сумму 1,28 млрд долларов США — 45,5 % от всех иностранных инвестиций.